# Mankota No. 45 (Saskatchewan)
Mankota è una municipalità rurale della provincia canadese del Saskatchewan, nella SARM Division No. 3.
Secondo il censimento del 2024, la municipalità ha 279 abitanti.

## Geografia

### Località
Le seguenti località rientrano nella municipalità di Mankota:
- Ferland
- House Creek
- McCord
- McEarchen
- Mankota
- Milly
- Summercove
- Wideview

## Storia
Il 1 gennaio 1913 Mankota è stato incorporato come municipalità rurale.